# (3492) Petra-Pepi
(3492) Petra-Pepi es un asteroide perteneciente al cinturón de asteroides, descubierto el 16 de febrero de 1985 por Marie Mahrová desde el Observatorio Kleť, České Budějovice, República Checa.

## Designación y nombre
Designado provisionalmente como 1985 DQ. Fue nombrado Petra-Pepi en homenaje a “Petra-Pepi” hija del descubridor por su 18 cumpleaños.